# ماريو ألبورتا
ماريو ألبورتا (بالإسبانية: Mario Alborta)‏ (1906 – 1976) لاعب كرة قدم بوليفي راحل كان يجيد اللعب في خط الهجوم .
لعب طوال مسيرته الرياضية في نادي بوليفار . شارك مع منتخب بوليفيا في بطولة كأس أمريكا الجنوبية مرتين في 1926 و 1927 وبطولة كأس العالم 1930 في الأوروغواي .

## روابط خارجية
- ماريو ألبورتا على موقع الاتحاد الدولي (مؤرشف)  (الإنجليزية)
- ماريو ألبورتا على موقع قاعدة بيانات كرة القدم.إي يو (الإنجليزية)
- ماريو ألبورتا على موقع ناشيونال فوتبول تيمز (الإنجليزية)
- ماريو ألبورتا على موقع Soccerway.com (الإنجليزية)
- ماريو ألبورتا على موقع عالم كرة القدم.نت (الإنجليزية)